# Тиара
Тиарата (на латински: tiara, на старогръцки: τιάρα) е украсена с бижута декоративна корона, традиционно носена от жени. Носи се по време на официални поводи, особено ако дрескодът е фрак.

## История
В наши дни думата „тиара“ често се използва взаимозаменяемо с думата „диадема“. И двете думи идват от украшения за глава, носени от древността от мъже и жени, за да означават висок статус. Както отбелязва Джефри Мън, „думата„ тиара “всъщност е с персийски произход – името първо означавало високите връхни рокли на персийските царе, които били обградени от „диадеми“ (ленти от лилаво и бяло украшение). Сега, думата се използва за описване на почти всяка форма на декоративен украшение на главата.„
Древните гърци и римляни са използвали злато, за да правят украшения за глава във формата на венец, докато при скитите прилича на твърд ореол, който служи като вдъхновение за по-късните руски кокошници. Използването на тиари и диадеми намалява заедно с упадъка на Римската империя и възхода на християнството.

## Галерия
- Тиарата на Констанца Арагонска, XIII век
- Каролина фон Бранденбург-Ансбах, ок. 1735
- Императрица Мария Фьодоровна с „руската тиара“, 1880-те
- Кралица Елизабет II, 1959 г.
- Певицата Клаудия Муцио, 1910-те